# Archipiélago de Gotemburgo
El archipiélago de Gotemburgo (en sueco: Göteborgs skärgård) es un conjunto de islas de Suecia localizadas en aguas del Skagerrak (mar del Norte, frente a la región de Gotemburgo. Administrativamente pertenecen a la provincia de Västra Götaland.
Se considera dividido en dos grupos distintos: el archipiélago del Norte (Norra skärgården) y el archipiélago del Sur (Södra skärgården).

## Archipiélago del Norte
Constituye el municipio de Öckerö, en la provincia histórica de Bohuslän. Está ligado por ferry a Lilla Varholmen, en tierra firme. Está compuesto por las siguientes islas:
- Björkö
- Fotö
- Grötö
- Hyppeln
- Hälsö
- Hönö
- Kalvsund
- Källö-Knippla
- Rörö
- Öckerö

## Archipiélago del Sur
Constituye una división administrativa de Södra skärgården, del municipio de Gotemburgo, en la provincia histórica de Västergötland. Está ligado por ferry a Saltholmen, en tierra firme. Está compuesto por las siguientes islas:
- Asperö
- Brännö
- Donsö
- Knarrholmen
- Kårholmen
- Källö
- Känsö
- Köpstadsö
- Sjumansholmen
- Stora Förö y Lilla Förö
- Styrsö
- Vargö
- Vrångö